# Kamičani
Kamičani (cyr. Камичани) – wieś w Bośni i Hercegowinie, w Republice Serbskiej, w mieście Prijedor. W 2013 roku liczyła 2307 mieszkańców.